# Красный Холм (Белоозёрский)
Красный Холм — бывший посёлок, ныне микрорайон города Белоозёрский Воскресенского района Московской области, Россия. Микрорайон расположен между железнодорожными станцией Фаустово и платформой Белоозёрский.

## История
Возник как посёлок в 1929 году во время основания совхоза «Фаустово». В 1997 году совхоз «Фаустово» был реорганизован в акционерное общество, а посёлок его центральной усадьбы был переименован в посёлок Красный Холм. В 2004 году Красный Холм был включён в черту посёлка городского типа Белоозёрский.

## Промышленность
Завод детского питания «Фаустово».

## Транспорт
Ближайшая железнодорожная станция — Фаустово.
До микрорайона идет автодорога регионального значения «ММК-Чечевилово-МБК»-Красный Холм	(идентификационный номер 46Н-00601) протяженностью 1,864 км.